# إنكليسيران
إنكليسيران، الذي يباع تحت الاسم التجاري ليكفيو، هو دواء يستخدم لعلاج خفض نسبة الكوليسترول في الدم.  يُسْتخدم في حالات فرط كوليستيرول الدم الأولي أو اضطراب شحميات الدم المختلط مع نظام غذائي منخفض الدهون وذلك عندما لا يكون الستاتين كافيًا.  وهذا يشمل فرط كوليستيرول الدم العائلي المتخالف وأمراض القلب و الأوعية الدموية و تصلب الشرايين (ASCVD).  و يعطى عن طريق الحقن تحت الجلد . 
وتشمل الآثار الجانبية الشائعة: رد فعل في موقع الحقن، و آلام المفاصل، و عدوى المسالك البولية، و الإسهال، و التهاب الشعب الهوائية، و ألم في الأطراف، وضيق في التنفس.  ويعتقد أن استخدامه أثناء الحمل قد يضر الطفل.  كما يبدو الاستخدام آمنًا نسبيًا عند الأشخاص الذين يعانون من مشاكل في الكلى أو الكبد.  وهو عبارة عن RNA متداخل صغير (siRNA) يمنع إنتاج البروتين PCSK9 . 
وُوفِق على استخدامه الطبي في أوروبا في عام 2020 والولايات المتحدة في عام 2021.   و في الولايات المتحدة يتوفر في الصيدليات المتخصصة فقط..  لم يُكشف عن التكلفة التي تتحملها هيئة الخدمات الصحية الوطنية في المملكة المتحدة اعتبارًا من عام 2022؛ ومع ذلك، كانت حوالي 2000 جنيه إسترليني لكل حقنة 284 مجم اعتبارًا من عام 2021.  و تبلغ هذه الكمية في الولايات المتحدة حوالي 3400 دولار أمريكي. 